# Pseudocardiophorites
Pseudocardiophorites is een geslacht van kevers uit de familie  
kniptorren (Elateridae).
Het geslacht is voor het eerst wetenschappelijk beschreven in 1976 door Dolin.

## Soorten
Het geslacht omvat de volgende soorten:
- Pseudocardiophorites angustatus Dolin in Dolin, Panfilov, Ponomarenko & Pritykina, 1980
- Pseudocardiophorites fragilis Dolin, 1976
- Pseudocardiophorites infractus Dolin, 1976